# Kalamassery
Kalamassery är en del av en befolkad plats i Indien.   Den ligger i distriktet Ernākulam och delstaten Kerala, i den södra delen av landet, 2 100 km söder om huvudstaden New Delhi. Kalamassery ligger 11 meter över havet och antalet invånare är 63 176.
Terrängen runt Kalamassery är mycket platt. Runt Kalamassery är det mycket tätbefolkat, med 1 886 invånare per kvadratkilometer. Närmaste större samhälle är Kochi, 15,3 km sydväst om Kalamassery. Trakten runt Kalamassery består till största delen av jordbruksmark.